# 정관고등학교
정관고등학교(鼎冠高等學校)는 대한민국 부산광역시 기장군 정관읍 용수리에 있는 공립 고등학교이다.

## 학교 연혁
- 2012년 3월 1일 : 교육부 설립 인가(37학급(1))
- 2015년 3월 2일 : 초대 곽강표 교장 취임
- 2015년 3월 2일 : 개교(제1회 입학식, 6학급 191명)
- 2018년 2월 13일 : 제1회 졸업식(6학급 199명)
- 2024년 2월 7일 : 제7회 졸업식(12학급 330명)
- 2024년 3월 1일 : 제6대 황규정 교장 취임
- 2024년 3월 4일 : 제10회 입학식(13학급 442명)

## 참고 자료
- 정관고등학교 - 한국교육학술정보원 학교알리미